# C. J. Massinburg
Christian Jalon Massinburg, né le 14 avril 1997 à Dallas, Texas, est un joueur américain de basket-ball évoluant au poste d'arrière.

## Biographie

### Carrière universitaire
Entre 2015 et 2019, il joue pour les Bulls de Buffalo à l'université de Buffalo.

### Carrière professionnelle

#### Nets de Long Island (2019-2021)
Le 20 juin 2019, lors de la draft 2019 de la NBA, automatiquement éligible, il n'est pas sélectionné.
En juillet 2019, il participe à la NBA Summer League de Las Vegas avec les Nets de Brooklyn.
Le 15 octobre 2019, il signe un contrat avec les Nets. Toutefois, le 19 octobre, il est libéré par les Nets.
Le 27 octobre 2019, il intègre l'effectif des Nets de Long Island, l'équipe de G-League de Brooklyn.
Le 27 janvier 2021, il retourne à Long Island.

#### CSP Limoges (2021-2022)
Le 14 septembre 2021, il arrive en France et signe avec le CSP Limoges en tant que pigiste médical de Gerry Blakes. En novembre, le club annonce prolonger le contrat de Massinburg jusqu'à la fin de la saison.

## Statistiques

### Universitaires
| Saison    | Équipe   | Matchs | Titul. | Min./m | % Tir | % 3pts | % LF | Rbds/m. | Pass/m. | Int/m. | Ctr/m. | Pts/m. |
| --------- | -------- | ------ | ------ | ------ | ----- | ------ | ---- | ------- | ------- | ------ | ------ | ------ |
| 2015-2016 | Buffalo  | 35     | 7      | 25,3   | 44,7  | 38,9   | 75,2 | 4,11    | 1,71    | 1,14   | 0,43   | 11,31  |
| 2016-2017 | Buffalo  | 24     | 19     | 32,4   | 41,1  | 33,1   | 75,0 | 5,58    | 2,79    | 0,62   | 0,12   | 14,46  |
| 2017-2018 | Buffalo  | 36     | 36     | 34,0   | 46,8  | 40,5   | 74,3 | 7,33    | 2,42    | 1,11   | 0,44   | 16,92  |
| 2018-2019 | Buffalo  | 35     | 33     | 32,3   | 46,4  | 39,9   | 78,0 | 6,51    | 2,97    | 1,20   | 0,29   | 18,17  |
| Carrière  | Carrière | 130    | 95     | 30,9   | 45,2  | 38,6   | 75,7 | 5,92    | 2,45    | 1,05   | 0,34   | 15,29  |

## Palmarès
- Joueur de l'année de la Mid-American Conference (2019)
- 2× First-team All-MAC (2018, 2019)
- MAC All-Freshman Team (2016)